# Ventilegne
Pour les articles homonymes, voir Ventilegne (homonymie).
Le ou la Ventilegne est un ruisseau côtier du département Corse-du-Sud de la région Corse qui se jette dans le golfe de Ventilegne en mer Méditerranée à l'ouest de Bonifacio.

## Géographie
D'une longueur de 9,3 kilomètres, le Ventilegne prend sa source sur la commune de Figari à l'altitude 189 mètres, près du lieu-dit la Bocca di Friggiata, à moins d'un kilomètre à l'ouest de la Punta d'Arcinivale (351 m). Dans sa partie haute au-dessus du lac de barrage de Ventilegne, il s'appelle aussi, pour Géoportail, le ruisseau de Becchi.
Il coule globalement du nord-est vers le sud-ouest.
Il a son embouchure sur la commune de Bonifacio, et à l'ouest de celle-ci, dans le golfe de Ventilegne, à l'altitude 0 mètre, après avoir traversé le lac de Talza (68 ha) et le barrage associé - à 50 mètres d'altitude environ - puis l'étang de Ventilegne.

### Communes et cantons traversés

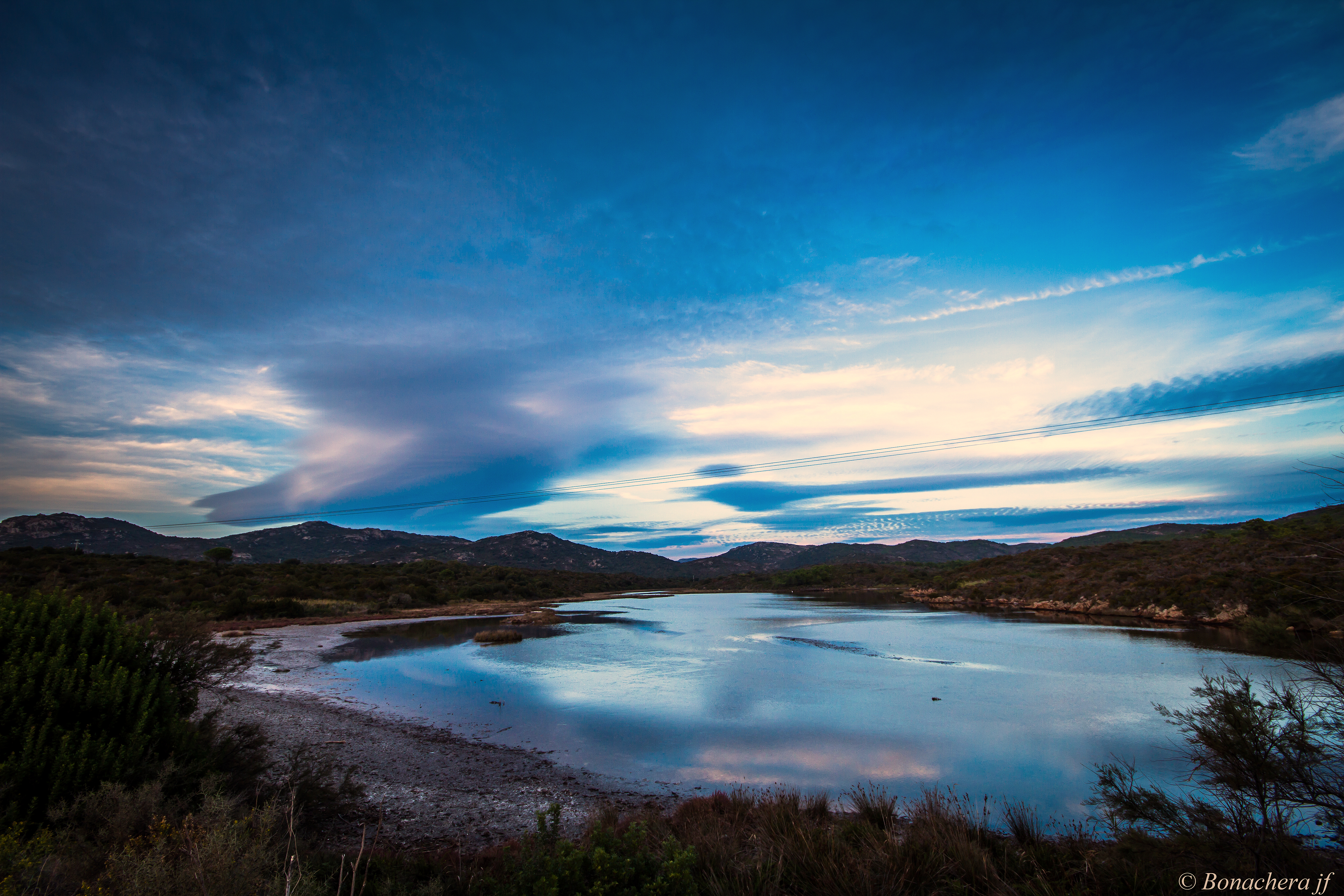
L'étang de Ventilegne depuis la RN 196

Dans le seul département de la Corse-du-Sud, le Ventilegne traverse les deux communes, suivantes, dans deux cantons, de l'amont vers aval, de Figari (source), Bonifacio, (confluence).
Soit en termes de cantons, le Ventilegne prend source dans le canton de Figari et conflue dans le canton de Bonifacio, le tout dans l'arrondissement de Sartène.

### Bassin versant
La superficie du bassin versant est de 44 km2.

### Organisme gestionnaire
L'organisme gestionnaire est le Comité de bassin de Corse, depuis la loi corse du 22 janvier 2002.

## Affluents
Le Ventilegne a deux affluents référencés :
- le ruisseau de Suarella (rg[note 2]) 1,9 km, sur les deux communes de Bonifacio et Figari avec un affluent :
  - le ruisseau de Ficu (rg) 2,8 km sur la seule commune de Figari[note 1] avec un affluent :
    - le ruisseau de Truisaccia (rg) 1,5 km sur les deux communes de Bonifacio et Figari[6].
- le ruisseau de Scanza ou ruisseau d'Enna Longa (rg) 5,4 km, sur les deux communes de Bonifacio et Figari.

### Rang de Strahler
Le rang de Strahler est de trois pour ce ruisseau côtier.

## Hydrologie
La Banque Hydro a reçu les relevés de 1984 à 1987 à la station de Figari, pour un bassin versant de 16,7 km2 à l'altitude 30 mètres. Le débit calculé était alors de 1 m3/s à Figari. Le débit instantané maximal était observé, sur ces quatre ans, 9,45 m3/s le 16 novembre 1984, pour une hauteur maximale instantanée de 195 cm. Le débit journalier maximal était signalé, sur ces mêmes quatre années, le 10 mars 1986, avec un débit de 2,2 m3/s.

## Aménagements et écologie

### Lac de Talza
Les travaux du barrage de Figari a arrêté les relevés de la station de mesure Y9905010 en 1988.